# Sarachaga
Le nom de famille basque Sarachaga dérive des racines Saratx ou Sarats signifiant « saule » et Aga, ce qui signifie « lieu ou abondance ». Les têtes des lignées Sarachaga sont les Sarachaga-Bilbao, les chefs Sarachaga-Bilbao étant par coutume connus sous le nom de princes et barons souverains,,,,.

## Membres de la famille
- Alexis de Sarachaga-Bilbao[4]
- George de Sarachaga-Bilbao
- Spera de Sarachaga[5], Truchseß Westhauzen [6],[4]
- Alfredo de Sarachaga-Bilbao
- Stephanie de Sarachaga-Bilbao[7],[2]
- Gloria de Sarachaga[8],[9]
- Mariano de Sarachaga[6]
- Florentino de Sarachaga-Bilbao
- Catherine de Sarachaga
- Antonio de Sarachaga

## Alliances
La famille de Sarachaga s'allie au fil du temps à, plusieurs familles avec les titres de souverain ou semi-souverain.
Altesse le prince Lobanov Rostovsky, Altesse le prince Swistopelk Czetwertynski, Bettendorff, Pretende du Comes Souverain Von Pettendorff (Bettendorff), Truchsess Von Westhauzen, Comtes Souverain, Limburg 